# Jan Altink
 (4 septembre 2016).
Jan Altink (prononcé en néerlandais : [jɑn ˈɑltɪnk]), né le 21 octobre 1885, et mort le 6 décembre 1971, est un   peintre expressionniste néerlandais et cofondateur de De Ploeg (en).

## Biographie
Jan Altink est né le 21 octobre 1885 à Groningue aux Pays-Bas. Il a étudié à Kunstnijverheidsschool (circa 1900) et à l'Academie Minerva (circa 1911). En 1918, il a été cofondateur de l'association et du mouvement des artistes De Ploeg. 
Il est mort à l'âge de 86 ans dans la ville de Groningue le 6 décembre 1971.

## Œuvre
La maison de vente aux enchères Christie's le décrit comme étant « widely regarded as the purest 'Groninger' of all Ploeg artists ».